# قطعه کروی
در هندسه، قطعه کروی جامدی است که با بریدن یک کره یا یک توپ با یک جفت موازی تعریف می‌شود.صفحه های موازی را می‌توان آن را به‌عنوان یک کلاهک کروی در نظر گرفت که قسمت بالایی آن کوتاه شده است، و بنابراین با کلاهک کروی مطابقت دارد.

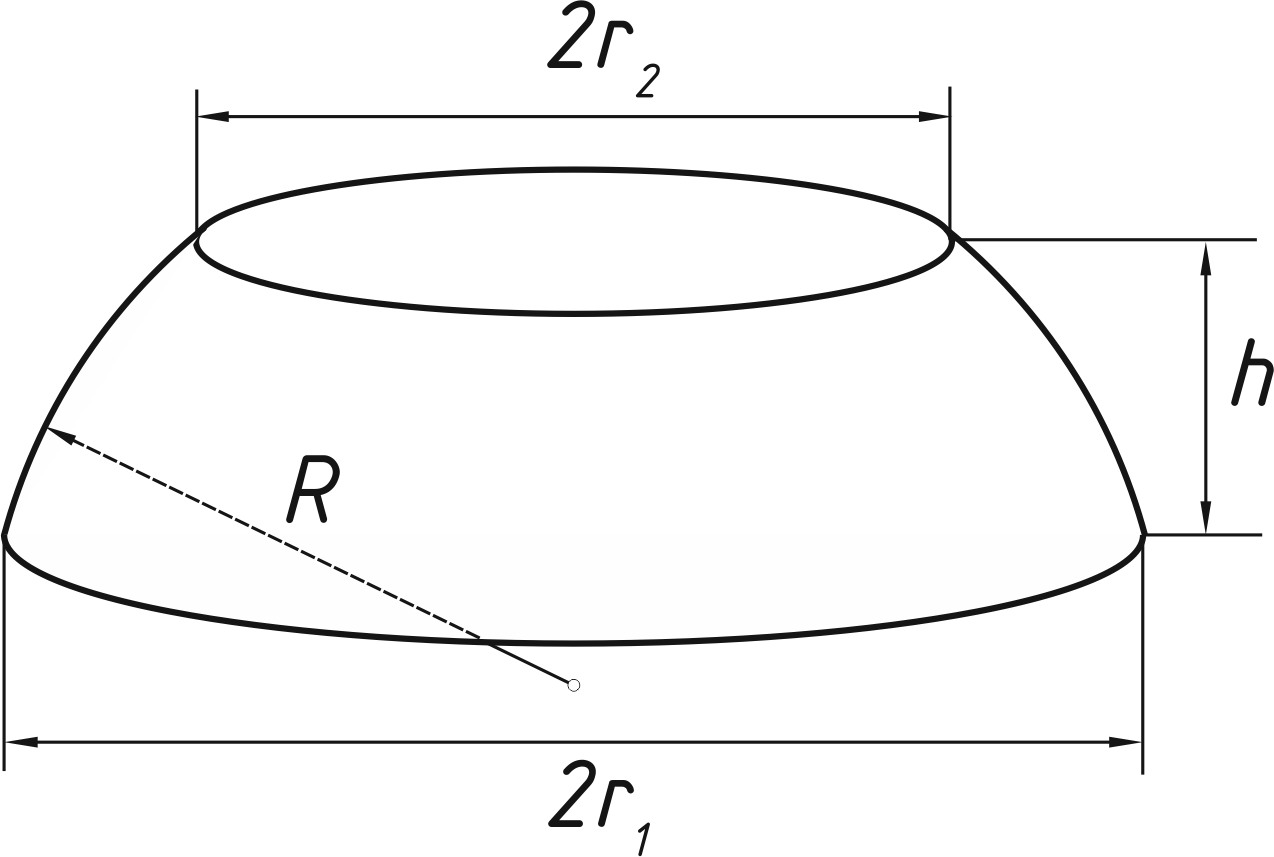
یک قطعه کروی

سطح "قطعه کروی" (به استثنای پایه ها) "منطقه کروی" نامیده می شود. اگر شعاع کره R نامیده شود، شعاع پایه های قطعه کروی r1 و r2، و ارتفاع پاره (فاصله یک صفحه موازی تا صفحه موازی) به نام hاست.
سپس حجم از بخش کروی اینگونه است: 
{\displaystyle V={\frac {\pi h}{6}}\left(3r_{1}^{2}+3r_{2}^{2}+h^{2}\right).}
منحنی سطح ناحیه کروی - که پایه های بالا و پایین را بر می دارد برابر با رابطه زیر است:
{\displaystyle A=2\pi Rh.}

## فرمول های کل
برای محاسبه حجم و مساحت یک برش کروی، فرمول‌های زیر اعمال می‌شود. {\displaystyle r} نشان دهنده شعاع کره، {\displaystyle a_{1},a_{2}} شعاع دایره های مرزی و {\displaystyle h} ارتفاع لایه کروی است.. 
این سه کمیت مستقل از یکدیگر نیستند.
|                         | |
| Volumen                 | {\displaystyle V={\frac {\pi }{6}}\cdot h\cdot (3\cdot a_{1}^{2}+3\cdot a_{2}^{2}+h^{2})} |
| Inhalt der Mantelfläche | {\displaystyle M=2\cdot \pi \cdot r\cdot h=2\cdot \pi \cdot h\cdot {\sqrt {a_{1}^{2}+\left({\frac {a_{1}^{2}-a_{2}^{2}-h^{2}}{2\cdot h}}\right)^{2}}}} |
| Oberfläche              | {\displaystyle {\begin{aligned}O&=M+A_{{\text{Kreis}}\,1}+A_{{\text{Kreis}}\,2}\\&=\pi \cdot (2\cdot r\cdot h+a_{1}^{2}+a_{2}^{2})\\&=2\pi \cdot h\cdot {\sqrt {a_{1}^{2}+\left({\frac {a_{1}^{2}-a_{2}^{2}-h^{2}}{2\cdot h}}\right)^{2}}}+\pi (a_{1}^{2}+a_{2}^{2})\end{aligned}}} |

### اشتقاق
لایه کره را می توان به عنوان قطعه کره {\displaystyle S_{1}} با دایره پایینی به عنوان دایره پایه، و قطعه کره {\displaystyle S_{2}} با قسمت بالایی [] در نظر گرفت. دایره همانطور که دایره پایه برداشته می شود. بگذارید {\displaystyle h_{1}} ارتفاع {\displaystyle S_{1}} باشد و {\displaystyle h_{2}} ارتفاع شکست در تجزیه (پاسخ نامعتبر MathML همراه SVG یا PNG جایگزین (توصیه شده برای مرورگرهای مدرن و ابزارهای کمکی) ("Math extension cannot connect to Restbase.") از سرور "http://localhost:6011/fa.wikipedia.org/v1/":): {\displaystyle S_2</ ریاضی> . [[حجم|حجم]] دو بخش کره هستند : <math>V_1 = \frac{\pi}{3} \cdot h_1^2 \cdot (3 \cdot r - h_1)}
 : {\displaystyle V_{2}={\frac {\pi }{3}}\cdot h_{2}^{2}\cdot (3\cdot r-h_{2})} قطعه کروی را نیز ببینید. همینطور است : {\displaystyle {\begin{aligned}V&=V_{1}-V_{2}={\frac {\pi }{3}}\cdot (3\cdot (h_{1}^{2}-h_{2}^{2})\cdot r-(h_{1}^{3}-h_{2}^{3}))\\&={\frac {\pi }{3}}\cdot (h_{1}-h_{2})\cdot (3\cdot (h_{1}+h_{2})\cdot r-(h_{1}^{2}+h_{1}\cdot h_{2}+h_{2}^{2}))\end{aligned}}} با روابط {\displaystyle 2\cdot r\cdot h_{1}=a_{1}^{2}+h_{1}^{2},\ 2\cdot r\cdot h_{2}=a_{2}^{2}+h_{2}^{2}} (به [[بخش کره] مراجعه کنید] ) تسلیم شد : شکست در تجزیه (پاسخ نامعتبر MathML همراه SVG یا PNG جایگزین (توصیه شده برای مرورگرهای مدرن و ابزارهای کمکی) ("Math extension cannot connect to Restbase.") از سرور "http://localhost:6011/fa.wikipedia.org/v1/":): {\displaystyle  \begin{align} V &= \frac{\pi}{3} \cdot (h_1 - h_2) \cdot \left(\frac{3}{2} \cdot (a_1^2 + h_1^2 + a_2^2 + h_2^2 ) - h_1^2 - h_1 \cdot h_2 - h_2^2\راست) \\ &= \frac{\pi}{6} \cdot (h_1 - h_2) \cdot (3 \cdot (a_1^2 + a_2^2) + (h_1 - h_2)^2) \end{align} }
 از آنجایی که {\displaystyle h=h_{1}-h_{2}}، فرمول فوق به شرح زیر است: {\displaystyle V={\frac {\pi }{6}}\cdot h\cdot (3\cdot a_{1}^{2}+3\cdot a_{2}^{2}+h^{2})} برای سطح نتیجه مشابه است : {\displaystyle M=M_{1}-M_{2}=2\cdot \pi \cdot r\cdot h_{1}-2\cdot \pi \cdot r\cdot h_{2}=2\cdot \pi \cdot r\cdot (h_{1}-h_{2})=2\cdot \pi \cdot r\cdot h}

### رابطه پارامترها
برای اثبات رابطه بین {\displaystyle r,a_{1},a_{2},h} بگذارید {\displaystyle d} فاصله صفحه پایینی تا مرکز کره انجام می گیرد و سپس اعمال می شود :
{\displaystyle M<r^{2}=d^{2}+a_{1}^{2},\ r^{2}=(d+h)^{2}+a_{2}^{2}}
اگر دو معادله را با هم برابر کنیم و {\displaystyle d} را حل کنیم، دریافت می کنیم:
{\displaystyle d={\frac {a_{1}^{2}-a_{2}^{2}-h^{2}}{2\cdot h}}}،
و با معادله اول زیر می آید:{\displaystyle r^{2}=a_{1}^{2}+\left({\frac {a_{1}^{2}-a_{2}^{2}-h^{2}}{2\cdot h}}\right)^{2}}